# Temple de Jericó

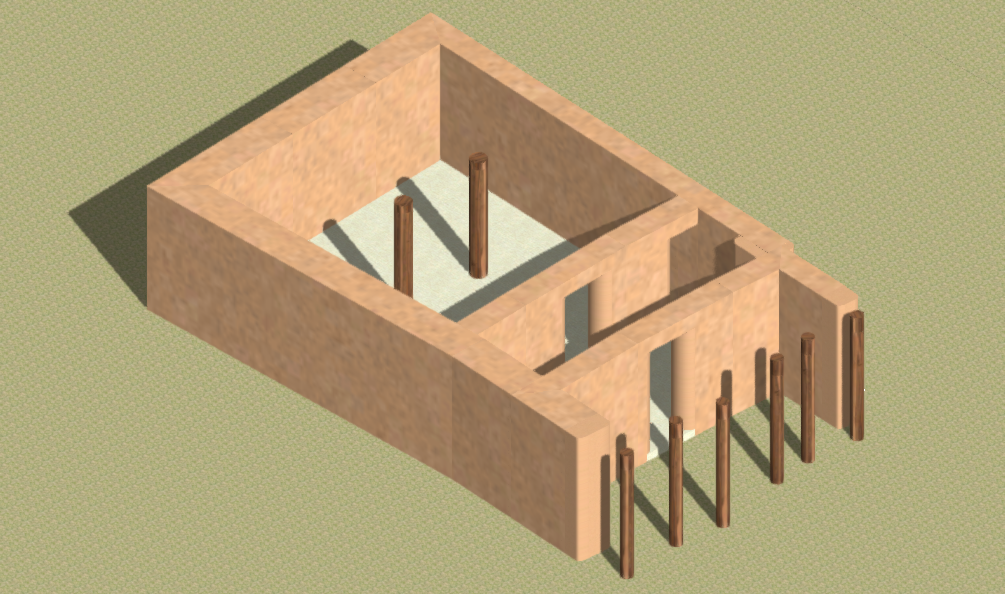
Temple de Jericó en el jaciment arqueològic de «Tell-es Sultan».

El Temple de Jericó, o «Megaron»  és una estructura arqueològica de pedra, en un estrat horitzontal que constitueix els fonaments d’una construcció en el jaciment arqueològic de «Tell-es Sultan», és a dir, l’antiga ciutat de Jericó. Es troba en l’anomenat nivell «Neolític B Pre-ceràmic» (PPNB, Pre-Pottery Neolithic B) o fase de sols de guix, el qual correspon aproximadament al període entre els anys 8.500 i el 6.900 AC, a la regió de Jericó i altres zones del Pròxim Orient.
Aquest període es caracteritza per avenços significatius en l'agricultura, la domesticació d'animals, l'arquitectura d'habitatges permanents i una organització social més complexa. Tot i que encara no hi havia ceràmica, s'han trobat evidències de figures de fang i altres objectes de culte simbòlic.
Fou descobert durant les excavacions arqueològiques dirigides pel profesor John Garstang, entre 1930 i 1936. Garstang va publicar el llibre «The Story of Jericho» (1940) en el qual descriu la troballa d'unes restes arqueològiques consistents en els fonaments del que aparentment pot ser una mena de «megaron», donada la semblança amb les habitacions d’aquest tipus que s’havien identificat en l’arquitectura micénica.
Tot i que el terme «Megaron» està associat més a la Grècia antiga, Garstang l'utilitzà per descriure  aquesta  descoberta. Fet que ha generat un debat entre els arqueòlegs sobre si realment es pot classificar com a temple. Garstang va datar erròniament la troballa «com a més tard del 4.000 a.C.», quan posteriors datacions científiques fixen la data entr el 8.500 i el 6.500 a.C.

## La descoberta de Garstang a «Tell-es Sultan».
John Garstang va descriure la descoberta com una estructura relacionada amb les fases inicials d'ocupació de la ciutat, concretament durant el Neolític preceràmic (al voltant del 8000-7000 aC) i, en base a la pròpia planta del conjunt i a les troballes properes l'identificà com un «...example of advanced architecture, probably a temple...» («...exemple d'arquitectura avançada, probablement un temple...») .
Aquest temple destaca per la seva arquitectura senzilla però funcional, pròpia d'una societat que començava a desenvolupar estructures comunitàries o religioses organitzades. Fou descrita acuradament per Garstang en el llibre citat, destacant els següents trets :
1. Planta rectangular: El temple tenia una planta de forma rectangular, amb parets construïdes amb blocs de fang o tova compactats, tècnica comuna de l'època. L'interior de l'edifici estava dividit en diferents dependències o habitacions:
  - L'habitació o sala principal, probablement destinada a rituals i cerimònies, i altres espais secundaris per al magatzem o preparació dels ritus. La façana, amb un pòrtic per guarir-se de la pluja, que probablement donava a un pati o un passatge entre cases, segons l'època, ja que com es diu en el punt 2, l'edifici fou reconstruït sobre els mateixos fonaments en diferents períodes.
2. Els fonaments originals estan al damunt del nivell Neolític més baix, és a dir, s'enfonsen fins el nivell Neolític Preceràmic A (PPNA). Això és així ja que les construccions del Neolític habitualment s'enfonsaven respecte al nivell del sol. En tot cas, tal com descriu Garstang, els fonaments foren repetidament reconstruïts al damunt els originals, seguint les mateixes línies, no menys de sis vegades. Els set nivells superposats es van trobar intactes tot i haver sobreviscut a la destrucció periòdica de les parets.
3. Espais interns: La sala principal a la que s'accedia a mitjançant sengles portes, mesura 15 per 18 peus, és a dir 4,57 per 5,48 metres. Els mètodes constructius de l'època no permetien cobrir una llum tan gran amb bigues i reblert de canyes i/o fulles de palma amalgamades amb fang, per la qual cosa, els constructors de l'època van col·locar dos pals de fusta, probablement troncs de pollancre en el bell mig de la sala, els quals reduïen la llum del sostre en poder recolzar unes bigues mestres (troncs de pollancre) que al seu torn, recolzaven les bigues del sostre, amb una llum de 2,80 metres.
  - La disposició dels pals verticals, al bell mig de la sala, s'alinea amb el centre de les portes tot establint l'eix de simetria de la sala i en tot cas fan possible la formació d'un sostre més elevat, en forma semblant als "megarons" posteriors de la civilització Micènica, si bé s'ha d'advertir que no hi ha cap evidència de tal estructura ni de com ni quins materials constituïen el sostre.
4. Les dos parets d'accés amb sengles portals al bell mig i amb els brancals arrodonits, estan alineats amb l'eix de simetria descrit anteriorment. Entre les dues parets, a ambdós costats de les portes centrals, hi ha sengles habitacions allargassades: l'habitació de la dreta entrant, te una porta al costat de paret lateral de la estructura, amb el brancal corbat igual que les portes centrals.
5. Un pòrtic format per sis pals de fusta, al davant de la paret de façana d'accés al conjunt, fou trobat la part superior de la serie de nivells descrits per Garstang De fet, el que es va trobar foren els forats d'ancoratge dels sis pals, que en forma similar als dos pals interiors, s'enfonsaven en els nivells inferiors i estaven reboçats.
6. Decoració austera: No s'han trobat decoracions complexes al temple, fet que indica que l'arquitectura religiosa del Neolític estava encara en una etapa inicial, sense els elements simbòlics avançats que apareixerien més tard.
7. Objectes rituals: Es van trobar alguns objectes cerimonials associats al culte, com ara altars rudimentaris, estatuetes i restes que podrien estar relacionades amb sacrificis o ofrenes. Això apunta a la pràctica d'una religió comunitària centrada en divinitats de la fertilitat o en forces naturals.
8. Context cultural: El temple està vinculat a una societat sedentària amb una economia basada en l’agricultura i la ramaderia. Això implica que aquestes primeres estructures religioses servien per cohesionar la comunitat i establir relacions simbòliques amb el medi natural.

Per a Garstang es tracta d'un edifici de caràcter i disseny especials, segons diu en la següent cita literal del seu llibre :
« ...es van trobar nombroses figuretes votives d'argila i fang que representa principalment animals domèstics, com les vaques, cabres, ovelles, porcs i gossos, així com certs emblemes de fertilitat. Aquests animals i altres figuretes s'han trobat en altres llocs en contextos similars, com per exemple al excavacions realitzades pel Dr. Speiser a Tepe Gavvra i a Billa, i pel Sr. Mallowan a Brak, a Mesopotàmia, on, tanmateix, pertanyen a una edat molt posterior. En primer pla hi havia una sèrie d'habitacions minúscules amb obertures de trampa, que semblen com corrals (trampes) d'ovelles. Es pot deduir fàcilment que aquest edifici era de fet un temple, i les seves associacions indiquen un culte pastoral ...» 
El temple descobert per Garstang és una mostra de la importància religiosa de Jericó durant les seves nombroses etapes d'ocupació. Tot i que moltes de les seves interpretacions han estat refutades, els seus treballs van establir una base per a l’arqueologia bíblica i per a l’estudi de les primeres civilitzacions de la regió.

### Contribució deKathleen Kenyon
Kathleen Kenyon fou una de les arqueòlogues més influents en l'estudi de Jericó. Va partir del treball del professor Garstang.
«The great trench had survived the interval of sixteen years surprisingly well, and only a comparatively small amount of cleaning up was necessary to enable us to start from where Professor Garstang left off. This, therefore, became one of our first tasks'''» «La gran trinxera havia sobreviscut a l’interval de setze anys sorprenentment bé, i només va ser necessària una quantitat relativament petita de neteja per permetre’ns començar des d’on va sortir el professor Garstang. Això, per tant, es va convertir en una de les nostres primeres tasques.»
Tot i reconéixer la tasca de Garstang, va reavaluar molts del seus descobriments trobats durant les excavacions dels anys 30. Sobre el temple que Garstang havia identificat, Kenyon va aportar una visió més crítica, basada en una metodologia més rigorosa, especialment mitjançant la introducció de tècniques d’estratigrafia més precises.
El treball de Kenyon va canviar la comprensió de Jericó, ja que va ser molt rigorosa en l'anàlisi estratigràfica i en l'establiment de la cronologia de la ciutat. La seva crítica no nega completament la possibilitat d'estructures religioses a Jericó, però sí va refutar la identificació directa i clara del temple que Garstang havia proposat, sobretot pel que fa al culte a la Lluna, ja que ella només admetia el culte natural a la Deessa Mare i/o a la fertilitat; així tenim que les figuretes d'animals es podien interpretar com associades a ritus de la fertilitat.
Els descobriments més importants de Kathleen Kenyon a Jericó són :
1. La Torre de Jericó: Una gran torre circular de pedra, d'uns 8 metres d'alçada i amb una base de 9 metres de diàmetre, situada al costat d’una muralla. Es tracta de la decoberta més important que s'ha fet, fins ara, en el jaciment de «Tell-es-Sultan». Aquesta troballa va ser crucial per entendre els patrons d'assentament i les primeres formes de vida comunitària al pròxim orient.
2. Estructures comunals del Neolític: Tot i que l'arquitectura ja era objecte de consideració per part dels arqueòlegs (Garstang), Kenyon va destacar tota la importància que mereixia: tant per a la pròpia arqueologia, com per a l'estudi de la prehistoria i la comprensió de les aldees, ciutats i àmbits territorials objecte de treballs arqueològics.
  - «A la zona limitada examinada pel professor Garstang, un dels fets més interessants en relació amb el neolític preceràmic de Jericó ja era evident. Aquesta va ser l'excel·lent estructura dels edificis. L’arquitectura, òbviament, és un producte d’ocupació contínua al mateix lloc, ja que seria una pèrdua d’energia per als grups nòmades fer estructures sòlides per a l’ocupació temporal. L’excavació actual ha ampliat molt considerablement la investigació iniciada per l’expedició anterior, i ara sabem que hi ha una llarga successió de fases de construcció, totes amb la mateixa excel·lent tècnica d’edificació.»[2]
  - Una reflexió similar la formulà Viollet-le-Duc: «…en l'art de l'arquitectura, la casa és, per descomptat, el que millor caracteritza les costums, els gustos i els usos d'un poble: té un ordre i distribució, que no es modifica més que al llarg de molt temps.»
3. Les cases eren grans, amb habitacions centrals rectangulars i àmplies, sovint d’uns 6 x 5 m o 7 x 3 m (aproximadament), parets creuades amb extrems arrodonits que podien funcionar com a suport de portes. Al voltant d’aquestes habitacions principals hi havia espais més petits, alguns interpretats com a magatzems amb accés per obertures elevades. Les cases s’organitzaven al voltant de patis poligonals usats per cuinar, com demostren les moltes capes de cendres trobades. Els patis s’anaven reconstruint en la mateixa zona, i el seu nivell pujava amb el temps, mentre les habitacions mantenien el seu nivell.
  - Les parets principals tenien una amplada mitjana de 0,45 m, estaven construïdes principalment amb maons de fang assecats al sol, fets a mà i amb impressions per millorar l'adherència del morter d'argila. Els sòls eren d'argila amb una superfície de guix de calç, sovint amb un acabat fi de color. La unió entre el sòl i la paret era còncava per facilitar la neteja. No hi ha evidència clara de pisos superiors, tot i que un model antic ho podria suggerir. Les teulades eren probablement de fang i canyes, com ho indiquen els fragments trobats amb impressions de canya.
4. Estàtues i cranis modelats: Kenyon va trobar evidències de pràctiques religioses particulars, com el costum de preservar i decorar cranis humans amb guix, probablement per venerar els avantpassats. Aquestes pràctiques estan associades amb rituals funeraris i podrien haver estat centrals en les creences espirituals de la comunitat.
5. Espais per ritus funeraris: Kenyon va identificar fosses i estructures que semblaven estar destinades a ritus relacionats amb la mort i la veneració dels difunts. Aquests espais, sovint associats amb cases o zones comunals, podrien indicar una combinació de vida domèstica i pràctiques religioses.

Kathleen Kenyon, durant les seves excavacions a Jericó als anys 1950, va descobrir evidències d’estructures que podrien haver tingut una funció religiosa, particularment en les capes corresponents al Neolític preceràmic A i B (entre el 8500 i el 7000 aC). Aquestes troballes són importants perquè representen algunes de les primeres formes d’arquitectura comunitària i possiblement religiosa de la història humana.
«...els arqueòlegs sempre són propensos a atribuir un ús de culte a qualsevol cosa per a la qual no puguin suggerir cap altre ús, per això els anomenem amulets. De la mateixa manera, els arqueòlegs tendeixen a anomenar els edificis que no s'ajusten al pla habitual de cases domèstiques com santuaris o temples.».
Kathleen Kenyon no va identificar un temple en el sentit clàssic d’un edifici exclusivament dedicat al culte. Tanmateix, les seves troballes indiquen que a Jericó existien espais utilitzats per a pràctiques rituals i comunitàries que podrien haver estat precursors de temples més formalitzats. Aquestes estructures reflecteixen una societat complexa, amb una organització social que integrava la religió com un element central. Kenyon va trobar el que identificà com un petit santuari (o enterrament), un segon temple consistent en una petita habitació rectangular amb un nínxol o fornícula amb una pedra que feia de pedestal.
«Una petita habitació gairebé no pot ser més que un santuari. Es va formar dividint un tram d'una casa que originàriament tenia la planta normal descrita anteriorment. En un dels murs finals així formats, es va construir una petita fornícula, i a la base d'aquesta es va trobar una pedra tosca que feia de pedestal. A les runes del collapse de l'edifici, no gaire lluny, es va trobar una pedra notable.
El material era roca volcànica, probablement portada del districte de Nebi Musa a unes vuit milles de distància. Era 0,46 m. alt, 0,18 m. ample i elaboradament estellat fins a un oval punxegut en secció. Aquesta petita columna encaixava exactament amb el pedestal i la fornícula. No hi ha dubte que tenim aquí un objecte de culte, un reconeixement que hi havia una força sobrenatural que es podia representar de manera anònima d'aquesta manera,...»
«Aquesta petita sala potser s'hauria d'assimilar a una capella familiar.»

Kenyon descriu una tercera estructura, molt complexa, que pensa que corresponia a un temple tot i que no és segur que tingués un ús religiós, potser sí, un ús o espai social o ceremonial. Destaca per una gran sala rectangular - la més gran trobada - amb una petita conca central, alineada amb les parets, envoltada de guix molt brunyit i cremat pel foc. Als extrems hi havia annexos de planta arrodonida amb murs corbats cap a dins, com si formessin cúpules. La seva estructura singular i la presència de la conca suggereixen un ús cerimonial, possiblement religiós.